# Мартиросян, Амасий Петрович
Мартиросян Амасий Петрович (18 апреля 1897, Ереван — 21 декабря 1971, там же) — советский, армянский кинорежиссёр и актёр.

## Биография
В 1916 году окончил Коммерческое училище.
Участник Гражданской войны.
В 1925 году окончил актёрские курсы при Тбилисской кинофабрике.
С 1925 года — режиссёр к/с «Арменфильм».
Снимался как актёр во многих армянских фильмах, а также снял около 15 документальных фильмов.
Народный артист Армянской ССР (1967). Заслуженный деятель искусств Армянской ССР (1956).

## Семья
- Жена Елена Мусинянц — педагог вокального искусства в Ереванском Театральном институте.
- Сын Рубен[1] — актёр кино.
- Невестка Евпраксия Бабаян[2] — режиссёр дубляжа.
- Внучка Гаяне — режиссёр мультипликационных фильмов[2], автор фильмов «Три совета мудреца» и «Тайна ковра».
- Внук Ашот.
- Сын Карен — оператор «Арменфильм»[3].
- Внук Гагик — инженер-строитель.

## Фильмография
- 1925 — Намус — Смбат
- 1926 — Зарэ — Зурба
- 1926 — Злой дух — помощник режиссёра
- 1926 — Пять в яблочко — боец Красной Армии
- 1928 — Дом на вулкане — помощник режиссёра
- 1928 — Хас-Пуш — мулла
- 1929 — Гашим
- 1929 — Колхозная весна, к/м — режиссёр
- 1930 — Всегда готов (Под чёрным крылом), к/м совместно с Левоном Калантаром и Патваканом Бархударовым — режиссёр
- 1930 — Ким — дежурный, к/м — автор сценария, режиссёр
- 1931 — Мексиканские дипломаты, совместно с Левоном Калантаром — режиссёр
- 1931 — Кикос — городской комендант
- 1932 — Курды-езиды — режиссёр
- 1934 — Гикор — соавтор сценария, режиссёр
- 1938 — Зангезур — дашнакский офицер
- 1938 — Севанские рыбаки — соавтор сценария
- 1940 — Хабрый Назар — соавтор сценария, режиссёр
- 1941 — Огонь в лесу, к/м — режиссёр совместно с Левоном Исаакяном
- 1942 — Дочка, к/м
- 1955 — В поисках адресата, совместно с Юрием Ерзинкяном — режиссёр
- 1958 — Песня первой любви — сторож
- 1959 — 01-99, к/м — режиссёр

## Память
Мемориальная доска на д. 31 по улице Абовяна в Ереване